# 河口城
河口城（かわぐちじょう）は、鳥取県東伯郡湯梨浜町泊にあった日本の城。湯梨浜町指定史跡。JR山陰本線・泊駅のすぐそばの小山がそれである。

## 歴史
伯耆国と因幡国の国境に位置する要所で室町時代頃に河口氏（山名氏）が築城した。城には守護家に近い山名一族が入り、城を守っていたが尼子氏の侵入で追放され、城には尼子誠久が入った。天文15年（1546年）には武田国信･南条宗勝らの攻撃で落城、元城主の河口久氏が入城するが尼子氏の攻勢で再び退去を余儀なくされた。永禄5年（1562年）に毛利氏によって解放された後には再び河口久氏が入った。天正7年（1579年）に南条氏が毛利氏より離反すると河口（山名）久氏は毛利方に属し、城は毛利方の拠点となった。そのため、織田氏の攻撃目標となり、天正9年（1581年）9月には松井康之率いる水軍によって城下もろとも焼き払われ、泊浦の警固船65艘も焼かれている。天正12年（1584年）に南条領と確定した後は南条方となり、慶長5年（1600年）の南条氏没落によって廃城となった。

## 構造
日本海に面した丘陵の頂部（標高80メートル、比高20メートル）に位置しており、城の目の前には泊浦（現・泊漁港）が存在し、国境警備だけでなく日本海の水上交通を監視する役割も有していたと推察される。主郭は幅が15メートル～26メートル、横が60メートルと細長く、南東部に土塁、堀切が存在し、石積遺構も確認される。南東部は崖となっており、自然を利用して防御性を高めている。周辺の曲輪は近世～現代にかけて畑地として利用されており、改変の痕跡がある。